# 西尾隆
西尾 隆（にしお たかし、1955年1月19日 - ）は、日本の行政学者。国際基督教大学名誉教授。専門は行政学、地方自治論、公共政策、公務員制度。政治学者の辻清明の門下である。

## 略歴
1955年広島県生まれ。修道高等学校を経て1978年国際基督教大学教養学部社会科学科卒業、1986年同大学大学院行政学研究科博士後期課程修了（学術博士）。1986年国際基督教大学教養学部専任講師、助教授、準教授を経て1998年より教授、2020年より2023年3月まで同特任教授。1989-1991年プリンストン大学ウッドローウィルソン校客員研究員（新渡戸フェロー）、1992-1994年自治大学校客員研究官、1995-1997年参議院第三特別調査室客員調査員、2000-2001年ロンドン大学 (LSE) 客員研究員。国際基督教大学 (ICU) では、2003 - 2005年大学院行政学研究科長、2005 - 2007年, 2015-2017年サービスラーニングセンター長、2009 - 2013年教養学部長。2022年6月-2025年3月（一社）いのち支える自殺対策推進センター調査研究推進部長。

## 著書

### 単著
- 公務員制（東京大学出版会, 2018）
- 日本森林行政史の研究—環境保全の源流（東京大学出版会, 1988, 増補新装版, 2021）

### 編著
- 現代の行政と公共政策（放送大学教育振興会, 2016）
- 現代行政学 （放送大学教育振興会, 2012）
- 分権・共生社会の森林ガバナンス－地産地消のすすめ（風行社, 2008）
- 住民・コミュニティとの協働〔自治体改革第9巻〕（ぎょうせい, 2004）

### 分担執筆
- 日本都市センター編『森林政策と自治・分権ー「連携」と「人材」の視点から』所収「自治体森林政策の現状と課題～自治・分権からみた問題状況」（日本都市センター、2023）
- 市川一宏編『人生100年時代の地域ケアシステム』所収「コミュニティの形成と地域福祉」（三鷹ネットワーク大学, 2019）
- 飛田博史編『自治のゆくえ：自治体森林政策の可能性』所収「自治の視点から見た森林・林業政策」（公人の友社, 2018）
- 佐藤英善編『公務員制度改革という時代』「天下り再考」（教文堂, 2017）
- 大山耕輔編『比較ガバナンス』3章「矯正施設のガバナンス」（おうふう, 2011）
- 福田耕治・真渕勝・縣公一郎編『行政の新展開』8章「公務員制度と人事」（法律文化社, 2002）
- 武藤博巳編『分権社会と協働』2章「協働型市民・住民論」（ぎょうせい, 2001）
- 森田朗編『行政学の基礎』11章「行政手続」（岩波書店, 1998）
- 西尾勝・村松岐夫編『講座行政学6・市民と行政』8章「行政統制と行政責任」（有斐閣, 1995）
- 辻山幸宣編『分権化時代の行政計画』5章「自治体総合計画の展開とその意義」（行政管理研究センター, 1995）
- 自治大学校編『自治大学校創立40周年記念論文集：二十一世紀の地方自治の諸課題』「政治的価値としての政策形成能力」（ぎょうせい, 1993）
- 宇都宮深志・新川達郎編『行政と執行の理論』3章「行政管理の理論」（東海大学出版会, 1991）
- 佐々木毅編『現代政治学の名著』「辻清明著 日本官僚制の研究」（中央公論社, 1989）
- 人事院編『公務員行政の課題と展望』「人事行政機関：歴史の相からみた人事院」（ぎょうせい, 1988）
- 片岡寛光・辻隆夫編『現代行政』2章「行政と政治」（法学書院, 1988）
- 広中平祐編『青年の翼』「岐路で内なる決断」（パナジアン, 1980）
- 「行政」『現代用語の基礎知識』（自由国民社、各年版）

### 共訳
- B. S. シルバーマン著『比較官僚制成立史』（三嶺書房, 1999）
- スティーブン・R・リード著『日本の政府間関係－都道府県の政策決定』（木鐸社, 1990）

### 英文
- "Contemporary Civil Service Reforms in Japan," in A. Farazmand ed., Global Encyclopedia of Public Administration, Public Policy, and Governance (Springer, 2020)
- C. Hood, O. James, B. G. Peters, and C. Scott ed., Controlling Modern Government: Variety, Commonality and Change, (2 chapters on Japan) (Edward Elger, 2004)
- NIRA ed., The Challenge to New Governance in the Twenty-first Century, "Environmental Policy and Governance Responsiveness in Japan: a Developmental Perspective" (NIRA, 1999)
- J. S. Jun and D. S. Wright ed., Globalization and Decentralization, "Understanding Regional Administration in Japan: Dynamism in Stability and Continuity in Change" (Georgetown University Press, 1996)